# Alessandro Mazzola
Alessandro Mazzola, més conegut com a Sandro Mazzola, (Torí, Piemont, 8 de novembre de 1942) és un futbolista italià, subcampió de la Copa del Món de 1970 i campió de l'Eurocopa de 1968.
El seu pare fou el gran futbolista Valentino Mazzola, mort a l'accident aeri de Superga el 1949. El seu únic club fou l'Internazionale de Milà on jugà disset temporades. Jugava d'interior dret i era un bon golejador. Marcà 116 gols a la Sèrie A. Guanyà dos cops la Copa d'Europa de futbol, la primera el 1964, marcant Mazzola dos gols a la final davant el Reial Madrid al Praterstadion de Viena, un partit que representà la primera victòria del club en la competició.
La segona esdevingué la temporada següent, quan també va jugar com a titular la final de la Copa d'Europa de 1965, que l'Inter va guanyar contra el SL Benfica per 1 a 0 a San Siro, la segona victòria consecutiva de l'Inter en la competició. El 1966-67 arribà de nou final de la Copa d'Europa però aquest cop fou derrotat pel Celtic FC, per 2 a 1 a l'Estádio Nacional de Lisboa, malgrat Mazzola marcà un gol.
Disputà 70 partits amb la selecció italiana de futbol, en els quals marcà 22 gols. Hi debutà en un partit davant el Brasil el 12 de maig de 1963, a l'edat de 20 anys. Disputà els Mundials de 1966, 1970 (on fou finalista) i 1974. Fou campió de l'Eurocopa el 1968.

## Palmarès
Clubs
- 2 Copes Intercontinental de futbol: 1963-64 i 1964-65
- 2 Copes d'Europa de futbol: 1963-64 i 1964-65
- 4 Lligues italianes de futbol: 1962-63, 1964-65, 1965-66 i 1970-71

Selecció italiana
- 1 subcampionat de la Copa del Món de futbol: 1970
- 1 Campionat d'Europa de futbol: 1968

Individual
- Màxim golejador de la lliga italiana de futbol: 1964-65